# Eudiaptomus lobatus
Eudiaptomus lobatus is een eenoogkreeftjessoort uit de familie van de Diaptomidae. De wetenschappelijke naam van de soort is voor het eerst geldig gepubliceerd in 1889 door Lilljeborg.